# Христо Терзиев
Христо Марков Терзиев е български футболист, централен нападател. Роден е на 20 август 1978 г. в Стара Загора. Играл е за Берое, Литекс, Олимпик (Тетевен), Добруджа, Олимпик-Берое, Видима-Раковски, Левски (Стара Загора) и Уралан (Елиста, Русия). В А група има 54 мача и 10 гола. Четвъртфиналист за купата на страната през 1997 г. с Литекс. С най-много голове за Олимпик в А група – отбелязал е общо 9 гола. Има 9 мача и 2 гола за младежкия национален отбор.
През 2012 г. е треньор на Розова долина (Казанлък).

## Статистика по сезони
- Берое – 1996/пр. - Б група, 9 мача/4 гола
- Литекс – 1996/97 – Б група, 26/5
- Олимпик (Тет) – 1997/98 – А група, 28/6
- Олимпик (Тет) – 1998/ес. - Б група, 11/5
- Добруджа – 1999/пр. - А група, 6/1
- Олимпик-Берое – 1999/00 – А група, 20/3
- Видима-Раковски – 2000/01 – Б група, 29/7
- Видима-Раковски – 2001/02 – Б група, 14/2
- Берое – 2002/03 – Б група, 21/7
- Уралан – 2003 – Руска Премиер Лига, 7/1
- Уралан – 2004 – Руска Първа Дивизия, 9/1
- Левски (СтЗ) – 2004/пр. - А ОФГ, 6/3
- Левски (СтЗ) – 2004/05 – В група, 31/12
- Левски (СтЗ) – 2005/06 – В група, 28/15
- Левски (СтЗ) – 2006/07 – В група